# Champions olympiques autrichiens
Liste des sportifs autrichiens  (par sport et par chronologie)  médaillés d'or lors des Jeux olympiques d'été et d'hiver, à titre individuel ou par équipe, de 1896 à 2024.

## Jeux olympiques d'été

### Athlétisme
| Nom         | Discipline(s) | Année(s)        |
| Herma Bauma | Javelot       | 1 titre en 1948 |

### Canoë-kayak
| Nom                          | Discipline(s)                              | Année(s)         |
| Gregor Hradetzky             | K-1 1 000 mètres K-1 10 000 mètres folding | 2 titres en 1936 |
| Adolf Kainz & Alfons Dorfner | K-2 10 000 mètres                          | 1 titre en 1936  |

### Cyclisme
| Nom              | Discipline(s)          | Année(s)        |
| Adolf Schmal     | 12 heures              | 1 titre en 1896 |
| Anna Kiesenhofer | Course en ligne femmes | 1 titre en 2020 |

### Équitation
| Nom               | Discipline(s) | Année(s)        |
| Elisabeth Theurer | Dressage      | 1 titre en 1980 |

### Escrime
| Nom         | Discipline(s) | Année(s)        |
| Ellen Preis | Fleuret       | 1 titre en 1932 |

### Haltérophilie
| Nom            | Discipline(s) | Année(s)        |
| Franz Andrysek | -60 kg        | 1 titre en 1928 |
| Hans Haas      | -67,5 kg      | 1 titre en 1928 |
| Robert Fein    | -67,5 kg      | 1 titre en 1932 |

### Judo
| Nom                | Discipline(s) | Année(s)                 |
| Peter Seisenbacher | - de 86 kg    | 2 titres en 1984 et 1988 |

### Natation
| Nom          | Discipline(s)    | Année(s)        |
| Paul Neumann | 500 m nage libre | 1 titre en 1896 |

### Tir
| Nom             | Discipline(s)                  | Année(s)        |
| Hubert Hammerer | 300 m carabine trois positions | 1 titre en 1960 |

### Triathlon
| Nom        | Discipline(s) | Année(s)        |
| Kate Allen |               | 1 titre en 2004 |

### Voile
| Nom                                  | Discipline(s)   | Année(s)                |
| Christoph Sieber                     | Planche à voile | 1 titre en 2000         |
| Roman Hagara & Hans-Peter Steinacher | Tornado         | 2 titres en 2000 & 2004 |
| Lukas Mähr & Lara Vadlau             | 470             | 1 titre en 2024         |
| Valentin Bontus                      | Formula Kite    | 1 titre en 2024         |

## Jeux olympiques d'hiver

### Combiné nordique
| Nom                                                             | Discipline(s) | Année(s)        |
| Felix Gottwald                                                  | Individuel    | 1 titre en 2006 |
| Michael Gruber, Christoph Bieler, Felix Gottwald, Mario Stecher | Équipe        | 1 titre en 2006 |
| Michael Gruber, David Kreiner, Felix Gottwald, Mario Stecher    | Équipe        | 1 titre en 2010 |

### Bobsleigh
| Nom                                                            | Discipline(s) | Année(s)        |
| Ingo Appelt, Harald Winkler, Gerhard Haidacher, Thomas Schroll | Bob à 4       | 1 titre en 1992 |

### Luge
| Nom                             | Discipline(s) | Année(s)        |
| Josef Feistmantl-Manfred Stengl | Double-hommes | 1 titre en 1964 |
| Manfred Schmid                  | Individuel    | 1 titre en 1968 |
| Doris Neuner                    | Individuelle  | 1 titre en 1992 |
| Andreas Linger-Wolfgang Linger  | Double-hommes | 1 titre en 2006 |
| Andreas Linger-Wolfgang Linger  | Double-hommes | 1 titre en 2010 |
| David Gleirscher                | Individuel    | 1 titre en 2018 |

### Patinage artistique
| Nom                              | Discipline(s) | Année(s)                 |
| Herma Szabó                      | Individuelle  | 1 titre en 1924          |
| Helena Engelmann & Alfred Berger | Couple        | 1 titres en 1924         |
| Karl Schäfer                     | Individuel    | 2 titres en 1932 et 1936 |
| Elisabeth Schwarz & Kurt Oppelt  | Couple        | 1 titre en 1956          |
| Wolfgang Schwarz                 | Individuel    | 1 titre en 1968          |
| Beatrix Schuba                   | Individuelle  | 1 titre en 1972          |

### Patinage de vitesse
| Nom           | Discipline(s) | Année(s)        |
| Emese Hunyady | 1500mF        | 1 titre en 1994 |

### Saut à ski
| Nom                                                                        | Discipline(s)  | Année(s)        |
| Karl Schnabl                                                               | Grand tremplin | 1 titre en 1976 |
| Toni Innauer                                                               | Petit tremplin | 1 titre en 1980 |
| Ernst Vettori                                                              | Petit tremplin | 1 titre en 1992 |
| Thomas Morgenstern                                                         | Grand tremplin | 1 titre en 2006 |
| Andreas Widhölzl, Andreas Kofler, Martin Koch, Thomas Morgenstern          | Équipe         | 1 titre en 2006 |
| Gregor Schlierenzauer, Wolfgang Loitzl, Thomas Morgenstern, Andreas Kofler | Équipe         | 1 titre en 2010 |
| Stefan Kraft, Daniel Huber, Jan Hörl, Manuel Fettner                       | Équipe         | 1 titre en 2022 |

### Ski alpin
| Nom | Discipline(s)         | Année(s)                       |
| Trude Beiser                                                                                                 | Combiné / Descente    | 2 titres en 1948 et 1952       |
| Othmar Schneider                                                                                             | Slalom                | 1 titre en 1952                |
| Toni Sailer                                                                                                  | Slalom/Descente/Géant | 3 titres en 1956               |
| Ernst Hinterseer                                                                                             | Slalom                | 1 titre en 1960                |
| Egon Zimmermann                                                                                              | Descente              | 1 titre en 1964                |
| Josef Stiegler                                                                                               | Slalom                | 1 titre en 1964                |
| Christl Haas                                                                                                 | Descente              | 1 titre en 1964                |
| Olga Pall | Descente              | 1 titre en 1968                |
| Franz Klammer                                                                                                | Descente              | 1 titre en 1976                |
| Leonhard Stock                                                                                               | Descente              | 1 titre en 1980                |
| Annemarie Moser-Pröll                                                                                        | Descente              | 1 titre en 1980                |
| Hubert Strolz                                                                                                | Combiné               | 1 titre en 1988                |
| Sigrid Wolf                                                                                                  | Super G               | 1 titre en 1988                |
| Anita Wachter                                                                                                | Combiné               | 1 titre en 1988                |
| Patrick Ortlieb                                                                                              | Descente              | 1 titre en 1992                |
| Petra Kronberger                                                                                             | Slalom & Combiné      | 2 titres en 1992               |
| Thomas Stangassinger                                                                                         | Slalom                | 1 titre en 1994                |
| Mario Reiter                                                                                                 | Combiné               | 1 titre en 1998                |
| Hermann Maier                                                                                                | Géant & Super G       | 2 titres en 1998               |
| Stephan Eberharter                                                                                           | Géant                 | 1 titre en 2002                |
| Fritz Strobl                                                                                                 | Descente              | 1 titre en 2002                |
| Michaela Dorfmeister                                                                                         | Descente & Super G    | 2 titres en 2006               |
| Benjamin Raich                                                                                               | Slalom & Géant        | 2 titres en 2006               |
| Andrea Fischbacher                                                                                           | Super-G               | 1 titre en 2010                |
| Anna Fenninger                                                                                               | Super-G               | 1 titre en 2014                |
| Mario Matt                                                                                                   | Slalom                | 1 titre en 2014                |
| Matthias Mayer                                                                                               | Descente & Super-G    | 3 titres en 2014, 2018 et 2022 |
| Marcel Hirscher                                                                                              | Combiné & Slalom      | 2 titres en 2018               |
| Johannes Strolz                                                                                              | Combiné               | 1 titre en 2022                |
| Johannes Strolz, Michael Matt, Stefan Brennsteiner, Katharina Truppe, Katharina Liensberger, Katharina Huber | Equipe                | 1 titre en 2022                |

### Ski de fond
| Nom                | Discipline(s) | Année(s)        |
| Christian Hoffmann | 30 km libre   | 1 titre en 2002 |

### Snowboard
| Nom                 | Discipline(s)                 | Année(s)                 |
| Julia Dujmovits     | Slalom parallèle femmes       | 1 titre en 2014          |
| Anna Gasser         | Big air                       | 2 titres en 2018 et 2022 |
| Benjamin Karl       | Slalom géant parallèle hommes | 1 titre en 2022          |
| Alessandro Hämmerle | Cross hommes                  | 1 titre en 2022          |